# Летище Абу Даби
Международно летище Абу Даби (на арабски: مطار أبو ظبي الدولي) е летището на град Абу Даби – столицата на емирство Абу Даби и федералната столица на Обединените арабски емирства.
Летището е сред най-бързо развиващите летища в света по отношение на броя на пътниците в новите авиокомпании оператори на летището, както и развитието на инфраструктурата. Дължината на пистата е 4100 м. Там са кацали самолетите А380 и Боинг B777.